# گابریله ویانلو
گابریله ویانلو (ایتالیایی: Gabriele Vianello؛ زادهٔ ۶ مه ۱۹۳۸) بازیکن بسکتبال اهل ایتالیا بود.
از باشگاه‌هایی که در آن بازی کرده‌است می‌توان به باشگاه بسکتبال پالاسانسترو وارزه اشاره کرد.